# Илиазз Йалут II
Илиазз Йалут, сын Аммизахира (’l‘ḏ/Ylṭ) или Илиазз Йалут II — малик Хадрамаутского царства с ок. 214 по 225/230 годы, зять и союзник царя Сабы и Зу Райдана Шаира Аутара. В начавшейся после подавления восстания общин Внутреннего Хадрамаута войне с Сабейским царством был побеждён и взят в плен своим зятем Шаиром Аутаром.